# Bob Harrop
Robert W. „Bob“ Harrop (* 25. August 1936 in Manchester; † 8. November 2007 in Margate) war ein englischer Fußballspieler und -trainer.

## Karriere
Harrop kam 15-jährig nach Beendigung seiner schulischen Laufbahn zu Manchester United und gewann 1954 in der Läuferreihe an der Seite von Wilf McGuinness und Eddie Colman den FA Youth Cup. Im selben Jahr erhielt er einen Profivertrag und schaffte es in der Folge bis in die englische Jugendnationalmannschaft. Nach dem Flugzeugunglück von München-Riem am 6. Februar 1958, als ein Großteil der ersten Mannschaft Manchesters ums Leben kam oder schwer verletzt wurde, wurde er in der restlichen Saison mehrfach eingesetzt. Sein Debüt gab er im Wiederholungsspiel des FA-Cup-Viertelfinals gegen West Bromwich Albion, als man durch einen 1:0-Erfolg ins Halbfinale einzog. Seine Position in der Läuferreihe war meist durch den kurz nach dem Unglück verpflichteten Stan Crowther besetzt, so dass Harrop weder in den weiteren Pokalspielen noch im Finale des Europapokals der Landesmeister eingesetzt wurde.
Im November 1959 wechselte er gemeinsam mit dem Torhüter Gordon Clayton für eine Ablösesumme von insgesamt 4.000 Pfund zu Tranmere Rovers in die Third Division. 1961 verließ er Tranmere wieder, nachdem das Team mit 115 Gegentoren in die Fourth Division absteigen musste, und setzte seine Karriere im Non-League Football fort. Mit dem FC Margate stieg er 1962/63 und 1966/67 aus der Division One in die Premier Division der Southern League auf. Fünfmal erreichte er mit dem Team die Hauptrunde des FA Cups und gewann mehrfach lokale Pokalwettbewerbe. Nach insgesamt 533 Pflichtspielen in acht Jahren, in denen er zumeist als Mittelläufer agierte, verließ Harrop Margate 1969 in der Hoffnung auf eine Anstellung als Spielertrainer. Diese erfüllte sich zunächst nicht, so setzte er seine Spielerlaufbahn in der Southern League Division One bei Ashford Town fort, in deren Aufstiegssaison 1969/70 er mannschaftsintern als Spieler des Jahres ausgezeichnet wurde. Ab 1972 spielte Harrop als Mannschaftskapitän bei Canterbury City, wo er zugleich eine Funktion im Trainerstab innehatte. 1975 stieg Harrop bei Canterbury zum hauptverantwortlichen Spielertrainer auf, verließ den Verein aber nach seiner Entlassung im April 1977. Nach einem kurzen Zwischenstopp bei Ashford Town kehrte er im August 1977 zu Margate zurück und absolvierte für den Klub weitere 31 Pflichtspiele, als er zum dritten Mal mit dem Verein den Aufstieg in die Premier Division der Southern League realisierte. Als ihm der von Vereinsseite versprochene Posten als Trainer des Reserveteams vorenthalten wurde, verließ er in der Saisonpause Margate erneut, deren Rekordspieler er mit 564 Pflichtspieleinsätzen (26 Tore) bis heute ist.
Harrop ließ seine Karriere im Anschluss beim FC Ramsgate in der Kent League ausklingen, wo er im März 1979 die Trainerposition übernahm, nach einer schwachen Saison 1979/80 allerdings zurücktrat. Er spielte anschließend noch im unterklassigen Amateurfußball, fungierte mehrfach als Trainer von Reservemannschaften und leitete auf lokaler Ebene Spiele als Schiedsrichter. Er starb 71-jährig im November 2007.